# Antoni Comella i Calsina
Antoni Comella i Calsina (Barcelona, 6 de maig de 1822 - Barcelona, 21 de setembre de 1912) va ser compositor, director d'orquestra i instrumentista. Entre les seves obres destaca música per a cobles, bandes i composicions religioses (rosaris, trisagis, goigs, motets i misses). Antoni Comella fou pare de Josep Maria Comella Fàbrega, compositor, organista i director.
Amb deu anys s'inicià en el món de la música com a xantre de la catedral de Barcelona i deu mesos més tard fou admès a l'Escolania de Santa Maria del Mar. Visqué a casa del mestre de capella Ramon Aleix, encarregat com a tutor de la seva educació i salvaguarda, alhora compartí casa amb la resta d'escolanets els quals rebien classes d'harmonia, contrapunt i composició del seu mestre.
El març de 1842, obtingué la plaça de primer clarinet de la Banda del Regiment de Cavalleria d'Espanya núm.12. Dos anys més tard, el 1844, fou nomenat director de la Banda Municipal de Barcelona (càrrec del qual dimití per la disposició arbitrària de la banda).
Amb la inauguració del Gran Teatre del Liceu, el 1846 accedeix a ocupar la plaça de fagot i més tard al Teatre Principal amb el mateix càrrec. Més tard, ocupà la plaça com a professor de flauta, clarinet i fagot a Santa Maria del Mar on fou anomenat procurador de la capella. El 1881, passà a ocupar durant vuit anys el càrrec de mestre de capella a Santa Maria del Pi, exercint simultàniament a Santa Maria del Mar on persistí fins a la seva mort.